# Кам'янка (Ізмаїльський район)
Ка́м'янка (до 1945 — Ташбунар; болг. Ташбунар) — село Саф'янівської сільської громади в Ізмаїльському районі Одеської області України. Населення становить 3478 осіб.

## Географія
Село знаходиться в історичній області Буджак. Знаходиться на річці Ташбунар (впадає в озеро Катлабуг), за 250 км від обласного центру, за 30 км від райцентру та за 5 км від залізничичної станції Ташбунар. Площа складає 3,73 км².

## Історія

### Давній період
У безпосередній близькості від села виявлені залишки пізньої бронзової доби, з кінця II — початку I століття до н. е. й перших століть нашої ери та салтівської культури (VII —VIII століття).
У XVI — XVII століттях, на території нинішнього села знаходилося поселення ногайців, що мало назву Taşbunar (Кам'яний Колодязь).

### Новітній період
Територія заново заселена у 1811 році болгарськими колоністами — переселенцями з Преслава та Каяджіктімору та отримує ногайську назву Ташбунар.
Указом російського імператора Олександра I від 29 грудня 1819 року, який регулює статус болгари та інших поселенців, Ташбунар визначається поселенням Ізмаїльського повіту.
У період між 1828 —1834 років до колонії прибувають ще 35 сімей. Кожен поселенець мав право на безкоштовне використання 60 акрів землі, звільнення від військової служби та податків протягом 10 років. Поселенці були в основному зайняті тваринництвом (вівці та велика рогата худоба), сільським господарством (вирощування кукурудзи, озимої пшениці, ячменю, капусти, помідорів, перцю, цибулі). Сприятливі кліматичні умови дали поштовх розвитку садівництва, виноградарства та шовківництва.
Станом на 1852-й рік у Ташбунарі Ізмаїльского повіту працює 1211 чоловік, які мають 640 коней, 470 волів, 290 корів, 20680 овець. На початку 50-х років XIX століття село має 170 будинків та 30 вітряків.
У відповідності до Паризького миру 1856 території повертаються до складу Молдовської держави, а згодом — до об'єднаній Румунії. У період 1861 —1862 років місцеві жителі переселюються на південний схід України — до Таврії. Заснували села Преслав та Інзівка.
Нова тимчасова анексія територій Російською імперією приходиться на 1878-й рік. У 1879 році відкрито двокласну школу, у 1880-у — чоловіче та жіноче училища. На початку ХХ століття у селі проживає 1650 мешканців, 278 дворів.
З 1918 по 1940 та з 1941 по 1944 роки Ташбунар знаходиться у складі Румунського королівства. За даними перепису населення 1930-го року тут мешкало 2415 осіб, з яких 2333 болгари (96,60 %), 49 румунів (2,03 %), 17 росіян (0,70 %), 9 гагаузів та 1 грек.
Період з червня 1940-го по червень 1941-го та з 1944 по 1991 роки Ташбунар знаходиться у складі Радянського Союзу й формально входить до складу УРСР. 
14 листопада 1945 року Указом Президії ВР УРСР «Про збереження історичних найменувань та уточнення і впорядкування існуючих назв сільрад і населених пунктів Ізмаїльської області» прийнято рішення: населені пункти Ташбунарської сільради — село Ташбунар іменувати село Кам'янка, село Новий Ташбунар іменувати село Ново-Кам'янка і Ташбунарську сільраду — Кам'янська.
У 1946 —1947 роках село потерпає від голодомору у Бессарабії — багато жителів вмерли від голоду. У 1947 році радянська влада проводить насильницьку колективізацію сільського господарства, яка й стала базою для проведення терору голодом. Опис сучасника:
|  | Час був страшний. Йдеш по вулиці, а на ній вже лежать померлі від голоду… Було багато сімей, де двоє чи троє загинули, були сім'ї, де й усі загинули… Оригінальний текст (болг.) Страшно време беше. Вървиш, а пък по улицата умрели хора... Има много семейства, където по двама-трима умираха, та и цели семейства. |

У червні 1966 року Кам'янка приймала учасників молодіжної експедиції придунайських соціалістичних країн, яка мала на меті збір якомога більшої кількості матеріалів про життя, працю та досягнення молоді.
З 1991 року — у складі незалежної України.
У серпні 2014-го, у рамках політики декомунізації України та на пам'ять про жертв голодомору 1946—1947, село позбавилося пам'ятника радянському політику Володимиру Леніну.
12 червня 2020 року, відповідно до Розпорядження Кабінету Міністрів України від № 724-р «Про визначення адміністративних центрів та затвердження територій територіальних громад Одеської області», увійшло до складу Саф'янівської сільської територіальної громади.
19 липня 2020 року, в результаті адміністративно-територіальної реформи і ліквідації Ізмаїльського (1940  – 2020) району, село увійшло до складу новоутвореного Ізмаїльського району.

## Населення
Згідно перепису 1989 року населення села становило 3416 осіб, з яких 1646 чоловіків та 1770 жінок.
За переписом населення 2001 року в селі мешкало 3476 осіб.
Щільність населення — 932,44 осіб/км². Більшість жителів є болгарами за походженням.
| Рік  | Кількість осіб |
| ---- | -------------- |
| 1852 | 1211           |
| 1930 | 2415           |
| 1940 | 2968           |
| 2001 | 3478           |

### Мова
Розподіл населення за рідною мовою за даними перепису 2001 року:
| Мова       | Відсоток |
| ---------- | -------- |
| болгарська | 75,47 %  |
| російська  | 13,77 %  |
| українська | 7,5 %    |
| румунська  | 1,98 %   |
| гагаузька  | 0,86 %   |
| білоруська | 0,14 %   |

## Освіта, культура та спорт
Нині у Кам'янці працюють навчально-виховний комплекс «Загальноосвітній навчальний заклад І-ІІІ ступенів-гімназія», дошкільний навчальний заклад «Роднічок» загального розвитку для дітей віком від 2 до 6 років; Будинок культури, музична школа; Палац спорту ім. М. Миндру; дільнична лікарня; відділення ощадбанку; готель. Функціонують народні танцювальні колективи «Колорит» та «Райдуга», вокальний чоловічий ансамбль «Приятелі», духовий оркестр. Релігійні громади: Українська православна церква (Московський патріархат) (пам’ятка архітектури – Свято-Успенська церква, 1841), адвентистів сьомого дня, євангел. християн-баптистів. Встановлено пам’ятник Невідомому солдату та погруддя Миколі Миндру (від 1958 очолював місцевий колгосп, зробив значний внесок у розвиток села).

### Бессарабські ігри
З 2018 року село Кам'янка приймає у себе «Бессарабські ігри» — зимову спартакіаду на кубок громадської організації «Центр розвитку Бессарабії».
Перші «Ігри», які проходили з  15 по 17 лютого 2018 року, зібрали учасників й вболівальників з різних населених пунктів п'яти районів Бессарабії. Змагання проходили на базі найбільшого спортивного комплексу Ізмаїльського району — Палац спорту ім. М. Миндру. У спартакіаді взяли участь 10 команд з Ренійського (село Орлівка), Арцизького (село Острівне), Болградського (села Городнє, Каракурт, Кубей та Криничне), Ізмаїльського (селища Суворове та села Кам'янка) районів та міста Ізмаїла (збірна Ізмаїльського державного гуманітарного університету), Білгород-Дністровського педагогічного училища.
Учасники змагалися з таких видів спорту, як плавання, волейбол, настільний теніс, перетягування каната й шахи. В іграх взяли участь дорослі спортсмени-аматори віком від 16 років — всього близько 120 учасників.
У 2019 році «Бессарабські ігри» пройшли у квітні (19 та 20 числа). 120 спортсменів з п'яти районів Одеської області змагалися у шести видах спорту — до минулорічного переліку було додано штовхання ядра.

## Відомі уродженці
- Дерманчев Георгій (болг. Георги Василев Дерманчев; нар. 11 січня 1857 — пом. 12 січня 1927) — болгарський офіцер (полковник), учасник сербсько-болгарської війни (1885), Першої Балканської війни (1912—1913) та Другої Балканської війни (1913).
- Іванова Антоніна (Узун) (болг. Антонина Иванова; нар. 17 березня 1975) — українська журналістка болгарського походження, працює в болгаромовній пресі.
- Миндру Микола (нар. 15 лютого 1928 — пом. 7 лютого 2002) — передовик радянського сільського господарства, голова колгоспу «Прогрес» Ізмаїльського району Одеської області. Депутат Ради Союзу Верховної Ради СРСР 11-го скликання (1984—1989) від Одеської області. Герой Соціалістичної Праці (23 червня 1966)
- Хмеляров Олександр (нар. 20 січня 1989 — пом. 4 березня 2016) — солдат Збройних сил України, учасник російсько-української війни.